# Rückzug von Karánsebes
Der Rückzug von Karánsebes (türkisch: Şebeş Muharebesi, rumänisch: Lupta de la Caransebeş) fand im September 1788 im Rahmen des Russisch-österreichischen Türkenkrieges (1787 bis 1792) statt. Eine Schlacht von Karánsebes ist historisch nicht ausreichend gesichert und zumindest in bekannter Form möglicherweise eine Legende. Dennoch gilt das Ereignis als militärisches Desaster mit angeblich bis zu 10.000 Toten.

## Vorgeschichte
Nachdem das Osmanische Reich aufgrund der russischen Besetzung der Krim dem russischen Kaiserreich den Krieg erklärt hatte, trat als russischer Bündnispartner auch Österreich an Russlands Seite in den Konflikt ein. Kaiser Joseph II. führte das österreichische Heer anfangs persönlich im Gebiet Siebenbürgens und Serbiens, allerdings gelangen im Kampf gegen die vom Großwesir Koca Yusuf Pascha geführten Osmanen keine bedeutenden Erfolge. Die Österreicher beklagten bereits zu Beginn des Feldzugs durch die Malaria Zehntausende an Kranken und Toten, da ihr Heerlager bei Belgrad in einem Sumpfgebiet lag.
Joseph II. befand sich anscheinend selbst in schlechter körperlicher Verfassung, als er sich entschlossen haben soll, mit der Hälfte seiner Streitmacht – um die 100.000 Mann – den Kampf gegen eine türkische Armee unter Führung des Großwesirs zu suchen, mit der er bereits am 14. September bei Slatina zusammengestoßen war. In der Nähe der Stadt Karánsebes fand schließlich die angebliche „Schlacht“ am 17. September 1788 statt, die einen unerwarteten Verlauf nehmen sollte.

## Schlacht von Karánsebes
Während des Vormarsches der österreichischen Truppen schirmten berittene Husaren die Kolonnen der Infanterie ab; zum Anbruch der Nacht trafen einige dieser Kavalleristen auf Hausierer, von denen sie Schnaps kauften. Als vom Marsch erschöpfte Infanteristen zu diesem Zweck ebenfalls aus der Marschkolonne ausscherten, wurden sie von den im Status höher gestellten Kavalleristen weggescheucht. Über die Arroganz ihrer berittenen Kameraden verärgert, schossen einige Soldaten Schüsse in die Luft ab und riefen „Turci!“ („Türken!“). Die Folgen dieses Scherzes waren fatal – in der Dunkelheit gerieten die Husaren und andere Verbände in Panik, rückwärtig marschierende Einheiten feuerten auf die vor Schreck fliehenden Husaren, wodurch eine allgemeine Schießerei und Flucht vor dem vermeintlichen Hinterhalt der Türken ausgelöst wurde.
So wurden mitunter die „Halt!“-Rufe eigener Offiziere angeblich als „Allah!“-Rufe missverstanden, solchen Missverständnissen leistete die Sprachenvielfalt im österreichischen Heer Vorschub. Da die Armee mit Teilen gerade eine Brücke passierte, kam es dort zu Stauungen, während Männer und Trosseinheiten ins Wasser abgedrängt wurden. In diesem Chaos hatte das Sammeln und Neuordnen der Verbände keinen Erfolg, sodass bald eine allgemeine panische Flucht einsetzte.
Beim Heraufdämmern des nächsten Morgens wurde das Desaster offenkundig; an Gepäck, Ausrüstung und Kanonen waren große Zahlen verloren gegangen, das österreichische Heer begab sich auf den Rückzug. Die wenige Tage später eintreffende türkische Streitmacht soll gut 10.000 Tote und Verwundete vorgefunden haben, allesamt durch Eigenbeschuss getötet.

## Authentizität und Quellenlage
Eigenbeschuss („friendly fire“) war militärisch zwar zu jeder Zeit ein Problem, allerdings sind die Zahlenverhältnisse (10 % Verlustquote, sowie die für damalige Armeen bedeutende Zahl von 10.000 Mann) unwahrscheinlich. Die damals verwendeten Musketen besaßen längere Ladezeiten und eine mangelhafte Präzision, das Gefecht hätte also wesentlich intensiver stattfinden müssen, als in der Situation realistisch gewesen wäre. Auch die durch das entstehende Chaos resultierenden Verluste wie durch tödliche Stürze im Gedränge etc. sind für derartige Zahlen kritisch zu betrachten.
Eine relativ verlässliche Quelle ist die „Geschichte Josephs des Zweiten“ von A. J. Gross-Hoffinger, geschrieben 59 Jahre nach der angeblichen Schlacht, die enormen Opferzahlen werden hier jedoch nicht genannt. Eine weitere frühe Erwähnung datiert 1843, 55 Jahre nach dem Vorfall, wobei sich hier allerdings kaum nähere Details finden. Von osmanischer bzw. türkischer Seite gibt es keine gesicherte Bestätigung des Vorfalls, auch in entsprechenden Chroniken der Stadt befinden sich keine Hinweise, obwohl andere Vorkommnisse des Krieges durchaus aufgeführt werden. Gerade die ungenaue Quellenlage über einen Vorfall dieser Brisanz und dieses Ausmaßes geben Anlass zum Zweifeln, weshalb hier mindestens von einer Ausschmückung und Übertreibung als Teil einer modernen Sage der Fall sein wird, die gelegentlich im Internet und in der Sekundärliteratur als unglaublicher militärischer Fehlschlag aufbereitet wird. Eine zeitgenössische Schilderung der Ereignisse stellt die Vorgänge weniger dramatisch dar. In dem Hofbericht aus dem Feldlager vom 23. September 1788 wird der Vorfall dergestalt beschrieben, dass der Tross nach Karánsebes vorausgeschickt worden war und österreichische Reiterei die nachrückenden Osmanen auf Distanz halten sollte. Als es im Rücken des Trosses zu einem Feuergefecht gekommen war, flohen die Fuhrleute eines Teils des Trosses auf den Wagenpferden und ließen die Trosswagen zurück. Zwar habe die Ordnung bald wieder hergestellt werden können, aber ein Teil des Trosses sei verloren gegangen. Die Verluste auf österreichischer Seite beziffert der Hofbericht auf 150 Gefallene.